# Gaetano Pietra
Gaetano Pietra (Castiglione delle Stiviere, 10 agosto 1879 – Villanova dello Judrio, maggio 1961) è stato uno statistico e politico italiano.

## Biografia
Si laurea in matematica all'Università di Padova e subito la sua passione per le scienze statistiche lo porta a compiere studi e approfondimenti nel campo delle relazioni tra variabilità e concentrazione di concordanze tra serie di relazioni cicliche: nel 1927 fonda e dirige la scuola di statistica nell'università di Padova, dove insegnerà fino al 1949. È professore onorario dell'università di Ferrara, membro dell'Istituto Interno di Statistica; socio dell'Istituto veneto di Scienze, Lettere e Arti; dal 1946 è presidente della Camera di commercio di Udine; e direttore dell'Istituto di Statistica nella Scuola superiore di commercio a Venezia.
È stato senatore della Democrazia Cristiana nella I legislatura della Repubblica Italiana.

## Pubblicazioni
- Sulla misura della concentrazione e della variabilità dei caratteri, Roma, 1914
- Delle relazioni degli indici di variabilità, 1915
- Sulla teoria della variabilità delle serie statistiche, Roma, 1915
- Appunti intorno alla misura della variabilità e della concentrazione dei daratteri, Roma, 1915
- Theory of statistical relation, 1925
- Dell'interpretazione parabolica nel caso in cui entrambi i valori delle variabili sono affetti da errori accidentali, Roma, 1932
- Lezioni di Statistica, Padova, 1935
- Di una formula per il calcolo delle medie combinatorie, Bologna, 1938
- La statistica metodologica e la scuola italiana, Psa 1939
- Discordanze tra medie. Ancora sul metodo dei profili. La curva di Lorenz, Ferrara, 1939
- Studi di Statistica metodologica, 1948